# Відносини Нова Зеландія — Європейський Союз
Нова Зеландія та Європейський Союз (ЄС) мають міцні стосунки і все частіше дивляться віч-на-віч на міжнародні проблеми. Відносини ЄС-Нова Зеландія засновані на Спільній декларації про відносини та співробітництво, вперше узгоджену в 2007 році. Вона охоплює не лише економічні відносини, а й більш широкі політичні питання та співпрацю.
Уряд Нової Зеландії має делегацію в ЄС у своєму посольстві в Брюсселі. Представництво Європейського Союзу знаходиться у Веллінгтоні.

## Історія
З липня 2012 року Нова Зеландія та ЄС ведуть переговори щодо першого юридично обов’язкового всеохоплюючого політичного договору, який регулює їхні загальні відносини. Переговори щодо цього договору — Угоди про партнерство про відносини та співробітництво (PARC) — були завершені, а текст парафований у березні 2015 року. Офіційне підписання документа відбулося 5 жовтня 2016 року і був підписаний Верховним представником Союзу з питань закордонних справ і політики безпеки / віце-президентом Європейської комісії Федерікою Могеріні, а потім міністром закордонних справ Нової Зеландії Мюррером Маккаллі.
Перша політична заява про співпрацю між ЄС та Новою Зеландією датується 1999 роком, коли було підписано Спільну декларацію про відносини між Європейським Союзом та Новою Зеландією.
У 2007 році це було замінено Спільною декларацією про відносини та співробітництво, оновленою політичною декларацією, яка регулює та спрямовує діяльність між двома партнерами. Декларація містить детальну програму дій для ЄС і Нової Зеландії в таких сферах, як глобальна та регіональна безпека, боротьба з тероризмом і права людини, розвиток і економічне співробітництво, торгівля, зміна клімату, а також наука і технології.
ЄС і Нова Зеландія також домовилися про низку галузевих угод, покликаних полегшити доступ до ринків один одного та зменшити витрати експортерів. Яскравими прикладами є угоди про ветеринарні стандарти, послуги горизонтального повітряного транспорту, а також про взаємне визнання стандартів та сертифікації. Консультації вищих посадових осіб з питань торгівлі, сільського господарства, рибальства, науки і технологій відбуваються щороку по черзі між Брюсселем та Веллінгтоном. Консультації та обмін інформацією також відбуваються в таких сферах, як зміна клімату, допомога розвитку та гуманітарна допомога.
У жовтні 2015 року під час візиту прем’єр-міністра Джона Кі до Брюсселя президент Ради Європейського Союзу Дональд Туск та президент Європейської комісії Жан-Клод Юнкер оголосили разом із прем’єр-міністром Кі про початок процесу укладання угоди про вільну торгівлю між ЄС та Новою Зеландією. Зараз ведеться робота з підготовки переговорів.

## Торгівля
ЄС є третім за величиною торговим партнером Нової Зеландії після Китаю та Австралії, а Нова Зеландія є 50-м для ЄС. В експорті Нової Зеландії переважають сільськогосподарські товари, тоді як в експорті ЄС переважають промислові товари. Обсяг прямих іноземних інвестицій ЄС у Новій Зеландії становить 10,9 млрд євро, а обсяг інвестицій Нової Зеландії в ЄС – 5,6 млрд євро.
ЄС і Нова Зеландія виявили зацікавленість у переговорах щодо угоди про вільну торгівлю між ними. У травні 2018 року ЄС вирішить, чи розпочинати торгові переговори офіційно.
| ЄС до Нової Зеландії | 5,3 мільярда євро (2017) 4,7 мільярда євро (2016) 4,6 мільярда євро (2015) | 2,7 мільярда євро (2016) 2,6 мільярда євро (2015) 2,3 мільярда євро (2014) |
| Нова Зеландія в ЄС   | 3,4 мільярда євро (2017) 3,4 мільярда євро (2016) 3,5 мільярда євро (2015) | 1,7 мільярда євро (2016) 1,7 мільярда євро (2015) 1,4 мільярда євро (2014) |